# Ruban d'argent de la meilleure photographie
Le Ruban d'argent de la meilleure photographie (Nastro d'argento alla migliore fotografia) est une récompense cinématographique italienne décernée chaque année, depuis 1946 par le Syndicat national des journalistes cinématographiques italiens (en italien, Sindacato Nazionale Giornalisti Cinematografici Italiani,) (SNGCI) lequel décerne également tous les autres Rubans d'argent. Pour le cinéma, c'est le prix le plus ancien en Europe.

## Palmarès

### Années 1940
- 1946: Mario Craveri - Un jour dans la vie
- 1947: Domenico Scala et Václav Vích - Daniele Cortis
- 1948: Piero Portalupi - Preludio d'amore
- 1949: Carlo Montuori - Le Voleur de bicyclette

### Années 1950
- 1950: G. R. Aldo - pour l'ensemble de son œuvre
- 1951: Franco Scarpelli - Edera
- 1952: Arturo Gallea - Deux Sous d'espoir
- 1953: Enzo Serafin - pour l'ensemble de son œuvre
- 1954: Mario Craveri - Magie verte
- 1955: Aldo Graziati - Senso
- 1956: non décerné
- 1957: Mario Craveri - L'impero del sole
- 1958: Gianni Di Venanzo - Le Cri
- 1959
  - Noir et blanc: Armando Nannuzzi - Les Jeunes Maris
  - Couleur: Pier Ludovico Pavoni - La muraglia cinese

### Années 1960
- 1960
  - Noir et blanc: Gianni Di Venanzo - Profession Magliari
  - Couleur:  Gábor Pogány - Nuits d'Europe
- 1961
  - Noir et blanc: Giuseppe Rotunno - Rocco et ses frères
  - Couleur:  Aldo Tonti - Les Dents du diable
- 1962
  - Noir et blanc: Vittorio De Seta - Bandits à Orgosolo
  - Couleur:  Alessandro D'Eva - L'Odyssée nue
- 1963
  - Noir et blanc: Gianni Di Venanzo - Salvatore Giuliano
  - Couleur:  Giuseppe Rotunno - Journal intime
- 1964
  - Noir et blanc: Gianni Di Venanzo - Huit et demi
  - Couleur:  Giuseppe Rotunno - Le Guépard
- 1965
  - Noir et blanc: Tonino Delli Colli - L'Évangile selon saint Matthieu
  - Couleur:  Carlo Di Palma - Le Désert rouge
- 1966
  - Noir et blanc: Armando Nannuzzi - Sandra
  - Couleur:  Gianni Di Venanzo - Juliette des esprits
- 1967
  - Noir et blanc: Marcello Gatti - La Bataille d'Alger
  - Couleur:  Carlo Di Palma - L'Armée Brancaleone
- 1968
  - Noir et blanc: Tonino Delli Colli - La Chine est proche
  - Couleur:  Armando Nannuzzi - L'Incompris
- 1969
  - Noir et blanc: Aldo Scavarda - Merci ma tante
  - Couleur:  Pasqualino De Santis - Roméo et Juliette

### Années 1970
- 1970
  - Noir et blanc: Vittorio Storaro - Giovinezza, giovinezza
  - Couleur:  Giuseppe Rotunno - Satyricon
- 1971
  - Noir et blanc: Marcello Gatti - Sierra Maestra
  - Couleur:  Marcello Gatti - Adieu à Venise
- 1972: Pasqualino De Santis - Mort à Venise
- 1973: Ennio Guarnieri - François et le Chemin du soleil
- 1974: Armando Nannuzzi - Ludwig ou le Crépuscule des dieux
- 1975: Pasqualino De Santis - Violence et Passion
- 1976: Luciano Tovoli - Profession : reporter
- 1977: non décerné
- 1978: Armando Nannuzzi - Jésus de Nazareth
- 1979: Ermanno Olmi - L'Arbre aux sabots

### Années 1980
- 1980: Giuseppe Rotunno - La Cité des femmes
- 1981: Pasqualino De Santis - Trois Frères (Tre fratelli)
- 1982: Tonino Delli Colli, Conte de la folie ordinaire
- 1983: Ennio Guarnieri - La traviata
- 1984: Giuseppe Rotunno - Et vogue le navire…
- 1985: Tonino Delli Colli - Il était une fois en Amérique
- 1986: Marcello Gatti - Inganni
- 1987: Tonino Delli Colli - Le Nom de la rose
- 1988: Vittorio Storaro - Le Dernier Empereur
- 1989: Luciano Tovoli - Splendor

### Années 1990
- 1990: Giuseppe Rotunno - Les Aventures du baron de Münchhausen
- 1991: Vittorio Storaro - Un thé au Sahara
- 1992: Pasquale Rachini - Bix
- 1993: Carlo Di Palma - Ombres et Brouillard
- 1994: Vittorio Storaro - Little Buddha
- 1995: Luca Bigazzi - Lamerica
- 1996: Dante Spinotti - Marchand de rêves
- 1997: Carlo Di Palma - Maudite Aphrodite
- 1998: Tonino Delli Colli - La Vie silencieuse de Marianna Ucria
- 1999: Vittorio Storaro - Tango

### Années 2000
- 2000 : Dante Spinotti - Révélations
- 2002 : Luca Bigazzi - Je brûle dans le vent
- 2003 : Italo Petriccione - L'Été où j'ai grandi
- 2004 : Fabio Olmi - En chantant derrière les paravents
- 2005 : Luca Bigazzi - Les Clefs de la maison, Les Conséquences de l'amour et Ovunque sei
- 2006 : Fabio Cianchetti - La Bête dans le cœur et Le Tigre et la Neige
- 2007 : Maurizio Calvesi - Voyage secret
- 2008 : Arnaldo Catinari - I demoni di San Pietroburgo et Parlami d'amore
- 2009 : Daniele Ciprì - Vincere

### Années 2010
- 2010 : Maurizio Calvesi - Le Premier qui l'a dit
- 2011 : Alessandro Pesci - Habemus papam
- 2012 : Luca Bigazzi - This Must Be the Place
- 2013 : Luca Bigazzi - L'intervallo, La grande bellezza et Une journée à Rome
- 2014 : Daniele Ciprì - Salvo
- 2015 : Luca Bigazzi - Youth
- 2016 : Maurizio Calvesi - Mauvaise Graine et Les Confessions
- 2017 : Luca Bigazzi - La tenerezza et Sicilian Ghost Story
- 2018 : Gian Filippo Corticelli - Napoli velata
- 2019 : Daniele Ciprì - Romulus et Rémus (Il primo re) et Piranhas
  - Daria D'Antonio - Ricordi?
  - Michele D'Attanasio - Capri-Revolution
  - Alberto Fasulo - Menocchio
  - Vladan Radovic - Le Traître

### Années 2020
- 2020 : Paolo Carnera – Storia di vacanze (Favolacce)
  - Luan Amelio – Hammamet
  - Daniele Ciprì – Il primo Natale
  - Daria D'Antonio – Tornare et Il ladro di giorni
  - Italo Petriccione – Tutto il mio folle amore
- 2021 : Daniele Ciprì pour Il cattivo poeta
  - Francesca Amitrano pour La tristezza ha il sonno leggero
  - Tani Canevari pour Tutti per 1 - 1 per tutti
  - Francesco Di Giacomo pour Non mi uccidere
  - Gherardo Gossi pour Le sorelle Macaluso